# Paroecanthus versutus
Paroecanthus versutus är en insektsart som beskrevs av Otte, D. 2006. Paroecanthus versutus ingår i släktet Paroecanthus och familjen syrsor. Inga underarter finns listade i Catalogue of Life.